# アルティリエーレ (駆逐艦)
アルティリエーレ（Artigliere、「射手」の意）はイタリア王立海軍の駆逐艦。

## 推進機関
非常に強力なエンジンは、3基のヤーロー式ボイラーからそれぞれが一軸のプロペラシャフトを駆動する2基のパーソンズ製ギアードタービンに蒸気が供給され、49,000馬力を発揮して39ノット近い最高速を得たが、航続距離は長くなかった。

## 武装
主砲としては、1930年代からイタリア王立海軍の全ての級の駆逐艦と同じく4門のアンサルド製120mm50口径砲を、2基の2連砲塔に備えていた。
対空兵装としては8門の1935年式20mm65口径砲を2連装4基備え、さらに船体中央の甲板上には120mm15口径照明弾発射砲を搭載していた。
対潜兵装としては3連装2基6門の533ｍｍ魚雷発射管と、2基の爆雷投射機を備えていた。

## 艦歴
1938年11月14日に艦隊に合流した時、アルティリエーレは第11駆逐艦部隊に組み込まれ、1939年を通じてティレニア海、北アフリカおよびドデカネス諸島で訓練活動を行った。1939年5月にユーゴスラビア王国の摂政パヴレ王子の訪問を受けたナポリでの観艦式に参加した。
第二次世界大戦勃発時に同艦は、同型艦のアヴィエーレ、ジェニエーレ、カミチア・ネーラともに編成された第11駆逐艦部隊の指揮艦となっていた。
1940年6月11日に第11駆逐艦部隊の他の同型艦、第12駆逐艦部隊（アスカリ、ランチエーレ、カラビニエーレ、コラッツィエーレ）、第3巡洋艦分隊（重巡洋艦トレント、ポーラ、ボルツァーノ）および第7巡洋艦分隊（軽巡洋艦ムツィオ・アッテンドーロおよびエマヌエレ・フィリベルト・デュカ・ダオスタ）とともにシチリア海峡での偵察任務に赴いた。
6月19日に第11駆逐艦部隊の他の3艦とともにアウグスタからリビアのベンガジへ補給物資を輸送を行い、翌日到着した。

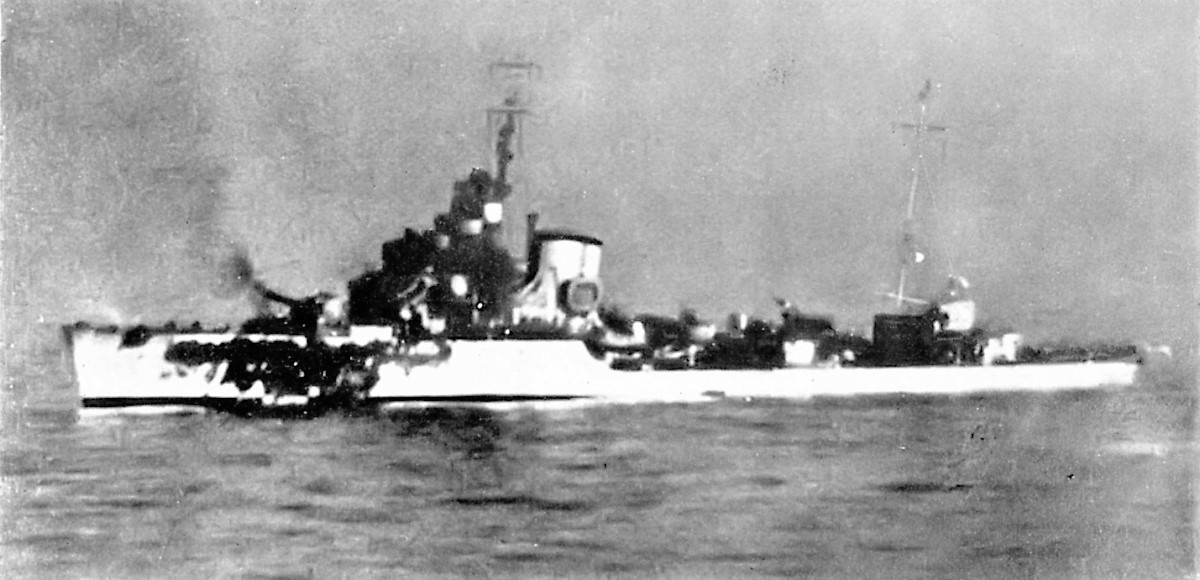
1940年10月12日の夜間戦闘で深刻な損傷を受けたアルテイリエーレ

7月7日1545時に駆逐艦部隊の僚艦および第3巡洋艦分隊（トレントおよびボルツァーノ）はメッシーナを出航し、第2艦隊の他の艦艇（重巡洋艦ポーラ、第1、第2および第7巡洋艦分隊の計9隻および第9、第10、第12および第13駆逐艦部隊）に加わってリビアへの輸送任務を務めた後に、第1艦隊に加わって7月9日のカラブリア沖海戦に参加した。この衝突でのイタリア艦隊の撤退中に、第11駆逐艦部隊は1615時にイギリス艦艇を発見して攻撃を開始し、アルティリエーレが煙幕を張り、1620時に13200mの距離から射撃を開始し、3000mの距離まで迫ったが、他の3艦ともども魚雷攻撃を成功させることはできなかった（戦艦に対して7発、巡洋艦に対して3発の合計10発の魚雷を発射した）。
1940年10月11日から12日にかけての夜、カルロ・タラリゴ中佐の指揮の下、第11部隊の僚艦3隻及び第1部隊の水雷艇（アルチオーネ、アイローネ、アリエル）を伴ってマルタ島東海域に、当海域にいるはずの英艦を探す哨戒任務に派遣された。10月12日の夜の早い時間に、第1部隊の水雷艇3艇がマルタへの船団護衛の後でアレクサンドリアへ帰投中のイギリス海軍の大船団の一部である軽巡洋艦エイジャックスを攻撃し、混乱した対決の後にアイローネとアリエルが沈没したが、エイジャックスの損害は軽微だった。

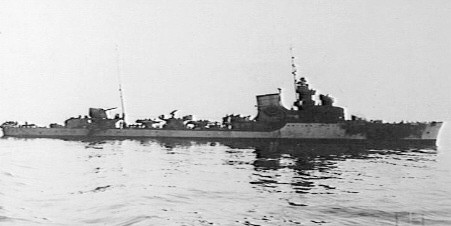
戦闘後に甚大な損傷を受けたアルティリエーレの別の写真

0137時に攻撃に先立って水雷艇は探知信号を送ったが、これは第11部隊の駆逐艦によって異なる時刻に受信され、アルティリエーレは0150時に受信して北に転針し、0229時に英巡洋艦に照準を合わせて戦闘を先導し、砲撃を開始してエイジャックスに4発命中（120mm砲とレーダーを破壊した他に軽微な損傷を与え、負傷者も出した）させたが、魚雷発射の準備中（1発だけをエイジャックスの右舷に向けて発射したが、命中しなかった）の0231時に敵巡洋艦からの反撃を受けて複数被弾し、艦首側の120mm砲の弾薬庫が爆発して深刻な火災が発生するとともに、甲板に命中した2発がさらに損傷と死傷者を出し、1発が中央ボイラーに、もう1発が前部機関室に損傷を与えた。0232時にアルティリエーレは航行不能になって炎に包まれ、戦闘不能になり、全海軍士官を含む半数以上の乗員が死亡ないし負傷していた。マルゴッティーニ艦長および船団補佐のコラード・デル・グレコ大尉もこの夜の戦闘で戦死し、二人には武功勲章が授与された。

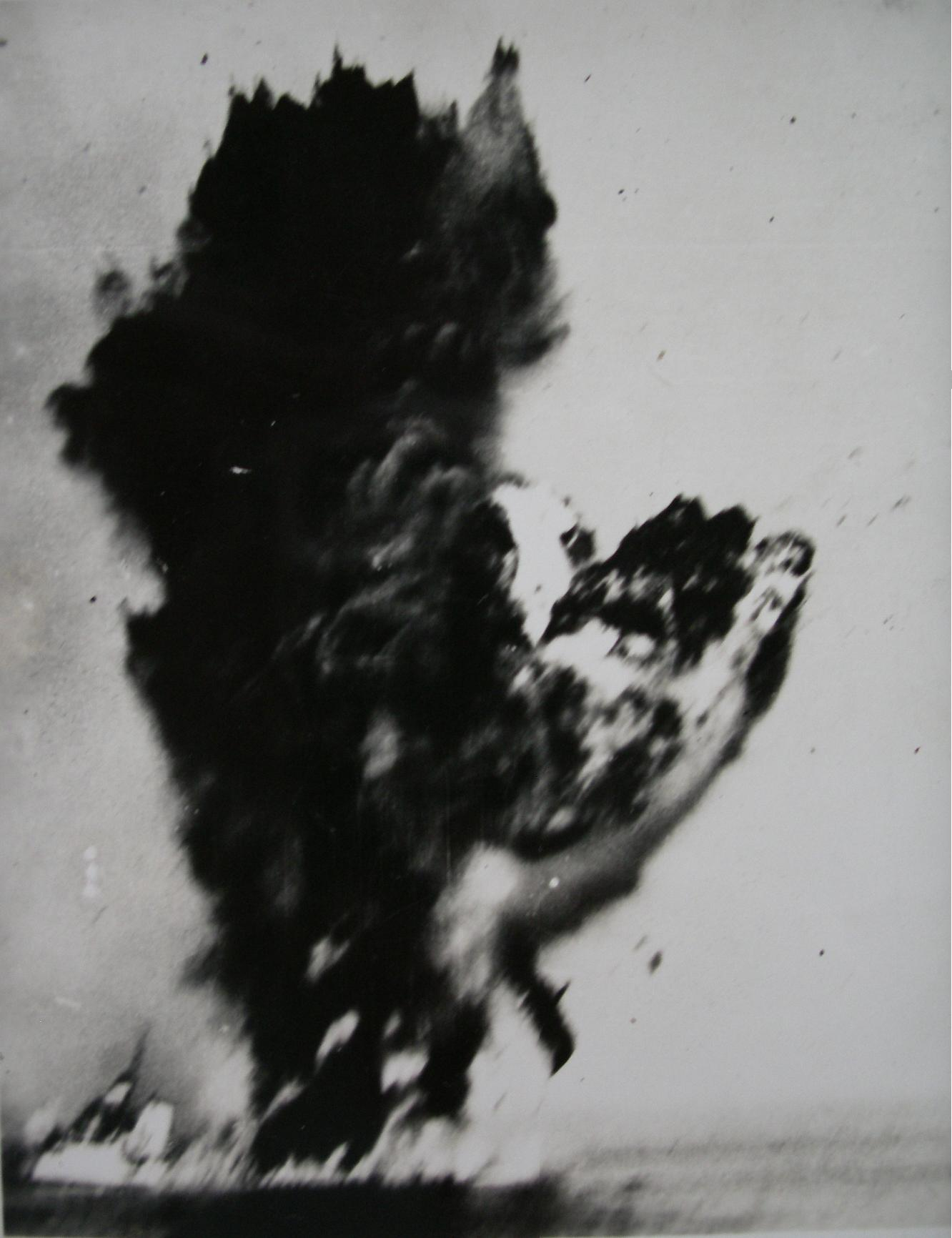
1940年10月12日の0905時に英巡洋艦ヨークからの雷撃を受けて艦尾側弾薬庫が爆発するアルティリエーレ

戦闘後に生存していた乗員は、イタリア海軍工兵隊少佐のマリオ・ジャネッティーニの指揮の元で艦を救うために火災の消化と損傷の回復に勤め、3時ごろに無傷だったボイラーの蒸気圧を上げ始めたが、朝4時ごろに最後のボイラーも出力が上がらずに使用できなかった。カミチア・ネーラ（被害を受けたアヴィエーレと、無傷のジェニエーレは戦域を離れていた）がアルティリエーレを曳航したが、イギリス艦隊艦長のカニンガム提督は両艦に向けて爆撃機隊と雷撃機隊および一部の巡洋艦を差し向け、0810時にカミチア・ネーラは継続的な航空攻撃と2隻の敵艦が迫る状態でケーブルを切断してアルティリエーレを放棄せざるを得なかった。英重巡洋艦ヨークは艦を放棄するようにアルティリエーレ艦首前方に向けて発砲し、乗員は気をつけをして旗を下ろして防水バッグに入れたのちに離艦した。
乗員が退避し、ヨークに砲撃されて炎上し、魚雷も命中したアルティリエーレは0905時（他の資料では0915時）に、北緯36度30分、東経16度17分の地点で沈没した。英巡洋艦は生存者を救出しなかったが、何艇かの救命ボートを海中に投下し、イタリア軍司令部に対して沈没地点を通告した。
人的損害は甚大で、254名の乗員のうち助かったのは122名だった（うち22名は英駆逐艦ヴァンパイアに救助されて捕虜となり、残りの100名はイタリア艦艇に救助された）。
ファシズムの失墜後の1943年7月30日に、パッセロ岬沖海戦で駆逐艦を撃沈した功績から、同型艦カミチア・ネラがアルティリエーレに改名された。
沈没からほぼ77年後の2017年に、沈没した同艦の発見が発表された。水中探索に情熱を燃やす、マイクロソフトの共同創業者ポール・アレンの海洋チームによって3月にもたらされた。アルティリエーリはペトレルの調査チームによってシシリアとマルタの間の水深約3600mの場所で識別された。

### 艦長
フランチェスコ・バルディツォーネ大佐（1891年8月21日、ジェノヴァ生まれ）（1938年11月14日〜1940年）
カルロ・ダヴィーゾ・ディ・シャルヴェンソド（1890年9月22日、ピネローロ生まれ）（1940年）
カルロ・マルゴッティーニ（1899年1月19日、ローマ生まれ）（1940年4月27日〜10月12日）

## 参考資料
- Fioravanzo, Giuseppe [イタリア語版] (1959). La Marina Italiana nella Seconda Guerra Mondiale. Vol. IV: La Guerra nel Mediterraneo – Le azioni navali: dal 10 giugno 1940 al 31 marzo 1941. Roma: Ufficio Storico della Marina Militare.
- de la Sierra, Luis (1998). La guerra navale nel Mediterraneo: 1940-1943. Milano: Mursia. ISBN 88-425-2377-1.
- Gianni Rocca, Fucilate gli ammiragli. La tragedia della Marina italiana nella seconda guerra mondiale